# Salute (album Little Mix)
Salute – drugi album studyjny brytyjskiego girlsbandu Little Mix, wydany 8 listopada 2013 roku przez wytwórnie Syco Music i Columbia Records.

## Lista utworów
Wersja podstawowa
1. Salute
2. Move
3. Little Me
4. Nothing Feels Like You
5. Towers
6. Competition
7. These Four Walls
8. About The Boy
9. Boy
10. Good Enough
11. Mr. Loverboy
12. A Different Beat

Wersja Deluxe
1. See Me Now
2. They Just Don't Know You
3. Stand Down
4. Little Me (Unplugged)

Wersja Japońska
1. Move (Deekly and Eightysix Remix)
2. Move (Over Exposure Remix)
3. Move (The Alias Radio Edit)
4. Wings (Japanese Version)